# De Kronieken van Thomas Covenant
De kronieken van Thomas Covenant is een fantasyserie van de Amerikaans schrijver Stephen R. Donaldson. De Engelse naam luidt The Chronicles of Thomas Covenant, the Unbeliever.

## De kronieken van Thomas Covenant
De kronieken van Thomas Covenant zijn Donaldsons bekendste boeken. Ze verhalen over de ooit gelukkig getrouwde, maar nu cynisch geworden lepralijder Thomas Covenant, die in een alternatieve wereld belandt, waar hij als de opvolger van de held Berek Halfhand wordt gezien. Hoewel hij zich verzet tegen zijn status als held, wordt door hij betrokken in het conflict met de tiran Heer Veil. (Lord Foul) Deze wil ontsnappen uit zijn wereld om zich te wreken op zijn aartsvijand, de Maker (The Creator).
Deze serie heeft veel weg van andere fantasy-boekenseries, op een belangrijk punt na: de hoofdrolspeler gelooft niet dat de fantastische wereld waarin hij beland is, ook werkelijk echt is. De belangrijkste reden voor zijn ongeloof is, dat hij op aanraden van zijn arts heeft moeten aanvaarden dat lepra ongeneeslijk is en dat het hebben van hoop een ernstige bedreiging voor zijn geestelijke gezondheid zal vormen. In het land waar hij terechtkomt, blijkt hij echter wel genezen te zijn (zelfs van zijn door lepra veroorzaakte impotentie).
Aangezien Thomas Covenant niet gelooft dat de wereld waarin hij verzeild geraakt is echt is, gelooft hij ook niet dat zijn daden in die wereld werkelijke consequenties hebben. Dit maakt zijn gedrag vaak asociaal, egocentrisch en soms zelfs verachtelijk. Een goed voorbeeld van zijn gedrag speelt zich aan het begin van het eerste boek af: wanneer hij ten val komt en in de alternatieve wereld terechtkomt, verzorgt het tienermeisje Lena zijn verwondingen, waarop hij haar verkracht. Aangezien hij zeker weet dat hij het allemaal droomt, gaat hij er ook van uit dat zijn acties geen consequenties hebben. "Het is maar een droom". 

### Het verhaal
Thomas Covenant was een succesvol man. Na het schrijven van een bestseller was hij beroemd geworden. Samenwonend met vrouw en zoontje leek er een mooie toekomst voor hem weggelegd. Dan wordt op een dag bij Thomas de ongeneeslijke ziekte lepra ceconstateerd. Artsen overtuigen Covenant ervan dat zijn (geestelijke) 'gezondheid' afhankelijk is van zijn aanvaarding van het opgeven van alle hoop op genezing. Hij verliest door de lepra twee vingers aan één hand. Als gevolg van zijn ziekte stort het mooie leven van Covenant in: zijn vrouw verlaat hem, samen met zijn zoontje en uit angst voor besmetting raakt hij steeds meer geïsoleerd van de gemeenschap waarin hij woont die hem als een paria begint te behandelen.
Pal voordat hij door een auto wordt aangereden wordt Covenant plotseling verplaatst naar een andere wereld. Bij de overgang naar Het Land raakt hij gewond en hij wordt verpleegd door het tienermeisje Lena. Zij geneest hem ook van zijn lepra. De bewoners van Het Land zien in Covenant al snel de incarnatie van de legendarische held Berek Halfhand. Niet alleen mist hij, net als deze held, twee vingers, hij draagt ook een (trouw)ring van wit goud, een metaal dat in deze wereld niet bestaat. Men vertelt hem, dat de ring grote krachten bezit en dat hij daarmee in staat zal zijn Heer Veil - een kwade macht die het land wil vernietigen - kan verslaan. Covenant weigert verantwoordelijkheid te nemen en houdt vast aan zijn ongeloof.

### Eerste serie
1. 1977 - De vloek van Heer Veil (Lord Foul's Bane)
2. 1978 - De verdelgingsoorlog (The Illearth War)
3. 1979 - De macht die behoudt (The Power that Preserves)

(In 1981 kwam Guldenvuur (Gilden-Fire) uit, een door de uitgever weggelaten deel van De verdelgingsoorlog)

### Tweede serie
1. 1980 - Het gewonde land (The Wounded Land)
2. 1982 - De ene boom (The One Tree)
3. 1983 - Drager van het witte goud (White Gold Wielder)

### Laatste serie
1. 2004 - De runen van aarde (The Runes of the Earth)
2. 2007 - Spook van weleer (Fatal Revenant)
3. In voorbereiding - Against All Things Ending
4. In voorbereiding - The Last Dark